# Transverter

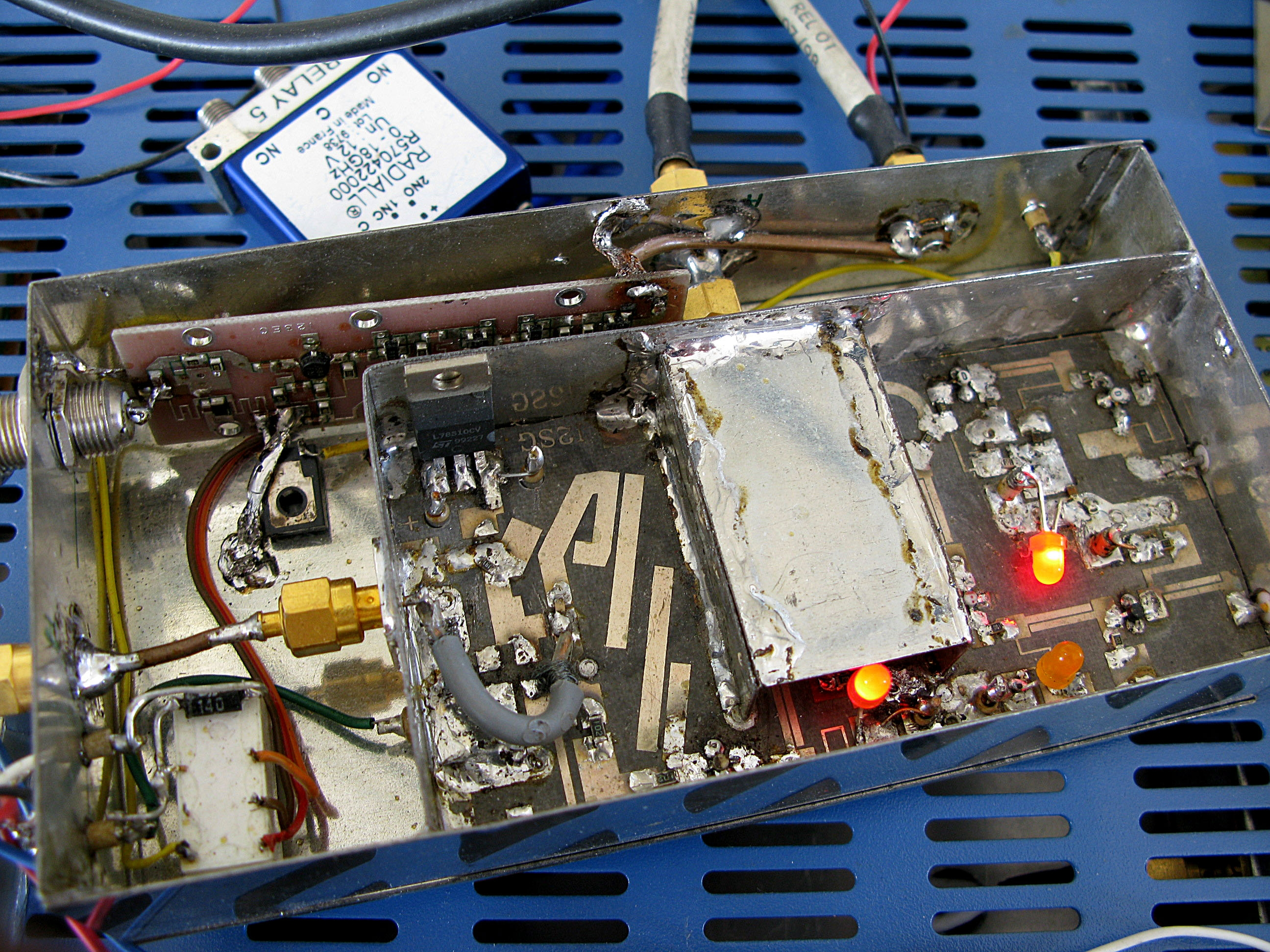
Ein Transverter für Amateurfunkfernsehen im 6-cm-Band

Ein Transverter ist ein Gerät in der Funktechnik zwischen Funkgerät und Antenne, welches die Sende- und Empfangsfrequenz ändert. Der Begriff ist aus Transceiver und Konverter zusammengesetzt. Mit einem solchen Transverter kann ein Funkgerät um ein Frequenzband erweitert werden, ohne dass ein neues Funkgerät beschafft werden muss. Es wird vorwiegend in der Amateurfunktechnik verwendet.